# Arthur M. Free
Arthur Monroe Free (ur. 15 stycznia 1879 w San Jose, zm. 1 kwietnia 1953 tamże) – amerykański polityk, członek Partii Republikańskiej.

## Działalność polityczna
W okresie od 4 marca 1921 do 3 marca 1933 przez sześć kadencji był przedstawicielem 8. okręgu wyborczego w stanie Kalifornia w Izbie Reprezentantów Stanów Zjednoczonych.